# Miguel Portillo
Miguel Alfredo Portillo (Gobernador Virasoro, 26 settembre 1982) è un ex calciatore argentino, di ruolo difensore.

## Palmarès

### Club

#### Competizioni nazionali
- Coppa del Liechtenstein: 1

Vaduz: 2006-2007